# Abhayapuri
Abhayapuri è una suddivisione dell'India, classificata come town committee, di 14 671 abitanti, situata nel distretto di Bongaigaon, nello stato federato dell'Assam. In base al numero di abitanti la città rientra nella classe IV (da 10 000 a 19 999 persone).

## Geografia fisica
La città è situata a 26° 19' 60 N e 90° 40' 0 E e ha un'altitudine di 35 m s.l.m..

## Società

### Evoluzione demografica
Al censimento del 2001 la popolazione di Abhayapuri assommava a 14 671 persone, delle quali 7 571 maschi e 7 100 femmine. I bambini di età inferiore o uguale ai sei anni assommavano a 1 424, dei quali 746 maschi e 678 femmine. Infine, coloro che erano in grado di saper almeno leggere e scrivere erano 11 535, dei quali 6 291 maschi e 5 244 femmine.